# 周志文 (藝人)
周志文（英語：Adrian Chau Chi Man，1989年9月28日—），香港男藝人，曾为無綫電視經理人合約男藝員，中學畢業後當了三年文員，2009年與其孿生弟弟周志康參加第一屆《超級巨聲》，繼而簽約無綫電視。小學於聖愛德華天主教小學畢業，中學於天主教普照中學。因為與多名女星過從甚密，2015年6月被提前與無綫解約，結束與無綫6年之賓主關係，而《衝線》就是他的告別作。

## 電視劇（無綫電視）
| 首播   | 劇名         | 角色                  | 性质       |
| 2010年 | 居家兵團     | 諸葛喬（Benny、大孖） | 男配角     |
| 2011年 | 潛行狙擊     | 方俊龍（火龍）        | 男配角     |
| 2011年 | 法證先鋒III  | 周逸熙（Oscar、大O）  | 單元角色   |
| 2012年 | 名媛望族     | 容達志（細蓉哥）      | 男配角     |
| 2013年 | 熟男有惑     | 打波友                | 客串       |
| 2013年 | 衝上雲霄II   | 安以泰（Teddy、阿B）  | 男配角     |
| 2013年 | 情逆三世緣   | 冷清                  | 單元男配角 |
| 2014年 | 廉政行動2014 | 張曉豪                | 單元角色   |
| 2015年 | 衝線         | 黃一一（Victor）      | 男配角     |

## 電視劇（邵氏兄弟）
| 首播   | 劇名             | 角色          | 性质   |
| 2018年 | 飛虎之潛行極戰   | 福摩          | 男配角 |
| 2018年 | 守護神之保險調查 | Tommy（警察） | 男配角 |
| 2019年 | 飛虎之雷霆極戰   | 昌            | 男配角 |

## 电视剧（网络剧）
| 首播   | 劇名            | 角色           | 性质   |
| 2022年 | 優酷            | 黑金風暴       | 包少龙 |
| 2022年 | CCTV-1 騰訊視頻 | 獅子山下的故事 | 邓启佳 |

## 歌曲
2010年
- Your Love（與周志康合唱）（無線電視J2外購劇茶煲老細主題曲）

2011年
- Let's Go Celebrate（與超級巨聲群星合唱）
- 飛聲（與超級巨聲群星合唱）

2012年
- 日月（與周志康合唱） （「一視瞳仁~視障人士的手繪世界」計劃主題曲)

2013年
- 反斗紅星放暑假 主题曲（與周志康、譚嘉儀、林師傑、劉威煌合唱）
- We Dream（星夢傳奇主題曲）（與TVB群星合唱）

2020年
- 不是富二代（與周志康合唱）

2021 年
- 人馬座（與周志康合唱）

## 電影
| 首映   | 片名                | 角色          |
| 2011年 | 我愛HK開心萬歲      | 路人          |
| 2011年 | 勁抽福祿壽          | 顧客          |
| 2012年 | 紅花坂上的海        | 風間俊        |
| 2012年 | 2012我愛HK 喜上加囍 | 路人          |
| 2013年 | 詭嬰                | 殺人遊戲 孖仔 |

## 節目主持
- 2011年：TVB《西湖》
- 2012年：TVB《回鄉》
- 2012年：TVB《無間音樂》
- 2019年：ViuTV《晚吹-啪啪 Partner》

## 演唱會
- 2010年：超級巨聲Super Voice演唱會

## 微電影
| 年份   | 出版                          | 電影名稱        | 角色 | 性質 | 類型 |
| ------ | ----------------------------- | --------------- | ---- | ---- | ---- |
| 2016年 | HK Integrated Oncology Centre | 陪著你走        | 王偉 | 短片 |      |
| 2016年 | HK Integrated Oncology Centre | 陪著你走-父親篇 | 王偉 | 短片 |      |

## 獎項
- 2010年度十大勁歌金曲頒獎典禮 - 傑出表現獎 銅獎 超級巨聲群星
- 2012尚趣中国时尚新锐大典 - 时尚新锐潮流男艺人

## MV
Eric Suen 孫耀威-如果生命還有歌
Sheldon Lo 羅孝勇 - 等價交換

## 外部連結
- Adrian Chau 周志文
- 周志文Instagram（页面存档备份，存于）
- 周志文的新浪微博
- TV Takeaway（页面存档备份，存于）